# Pandora Boxx
Pandora Boxx (ім'я при народженні Майкл Стек (англ. Michael Steck; Джеймстаун, Нью-Йорк)) — американська Дрег-квін, комік та учасник реаліті шоу. Більш відома своєю участю в другому сезоні RuPaul's Drag Race та першому сезоні RuPaul's Drag Race: All Stars.

## Початок кар'єри
Майкл Стек народився в Джеймстауні штат Нью-Йорк. Пізніше сім'я переїхала в Олеан, Нью-Йорк.[неавторитетне джерело] Дреґом Стек надихнувся після побаченого на фестивалі змагання серед дреґ-квін серед яких була і учасниця шостого сезону RuPaul's Drag Race Даріенн Лейк. Для свого першого виступу в гей-барі Infinity що знаходиться в Рочестері, Стек обрав дреґ ім'я Pandora Boxx, що є грою слів і дає відсилку на артефакт Давньої Греції, Скриньку Пандори.

## Кар'єра

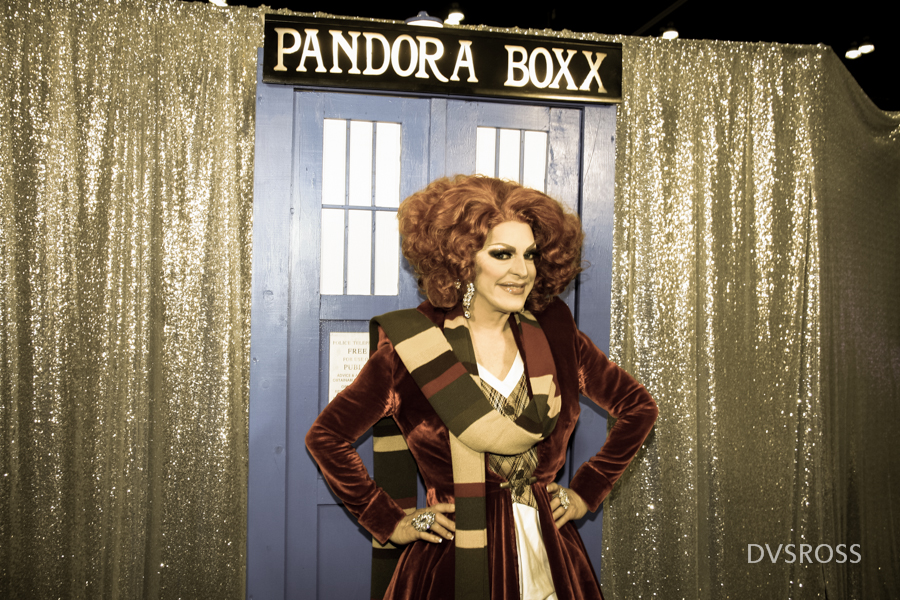
Pandora Boxx під час RuPaul's DragCon LA 2018

Pandora Boxx двічі проходила прослуховування перш ніж потрапити до другого сезону RuPaul's Drag Race. Краще всього вона виступила під час перевтілення в образ Керол Ченнінг на змаганні «Snatch Game» (пародія на інше телешоу Match Game). Під час підбиття  результатів Рупол назвав її Сьюзен Луччі цього конкурсу. Pandora Boxx пішла з шоу у восьмому епізоді. Після її вибиття журнал Entertainment Weekly назвав її "Наступною Американською Дреґ Суперзіркою". Пізніше вона була визнана "Міс Конгеніальність" другого сезону.
Pandora Boxx знялася у трьох сезонах спін-офу Drag Race RuPaul's Drag U. Також була знята в телерекламі Absolut Vodka для третього сезону Drag Race де вона була одягнена в Криваву Мері.
В 2011 році була ведучою епізоду, шоу One Night Stand Up на телеканалі Logo, знятого в Бальному залі в Нью-Йорку. Виступала разом з Б'янкою Дель Ріо, Геддою Летук та Келлі Мантл. Пізніше того ж року Pandora Boxx з'являється на обкладинці Entertainment Weekly разом з Мімі Імфурст та Меліссою Маккарті що пародує Дівайн. 27 вересня 2011 року Boxx випустила свій перший сингл "Cooter!"
Pandora Boxx та Шері Вайн випустили «"Give Me All Your Muff», пародію на «Give Me All Your Luvin'» Мадонни 2012 року. Крім того Pandora Boxx випустила декілька синґлів в 2012 році: Кавер-версію на пісню Саманти Фокс «I Wanna Have Some Fun» та власну пісню "Nice Car! (Shame About Your Penis)."

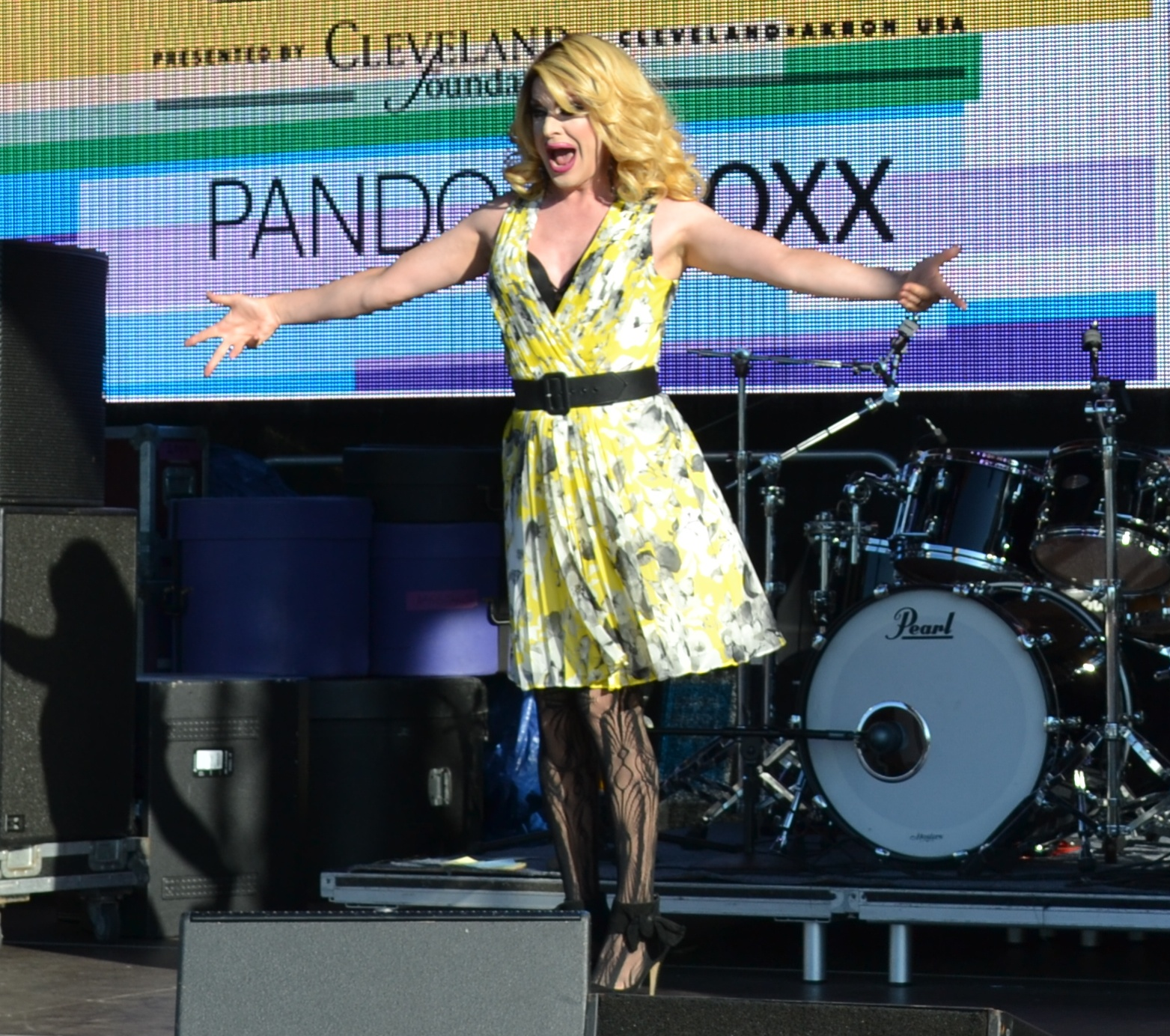
Pandora Boxx в 2014 році

В 2012 році Шерон Нідлс виграла онлайн голосування для зйомок в RuPaul's Drag Race: All Stars, після чого виявилося що вона не буде брати участі так як вже перемогла в четвертому сезоні. Нідлс підтвердила що Pandora Boxx була заміною для неї та з'явиться на шоу. Boxx разом з Мімі Імфурст сформували команду Team Mandora, та були першою командою яку вилучили в сезоні.
Після зйомок в першому сезоні All Stars, Pandora Boxx була іграбельним персонажем в мобільному додатку "RuPaul's Drag Race: Dragopolis" разом з Манілою Лузон та Софією Ярою.
В 2013 році Boxx розпочала розміщувати рецензії шоу Drag Race для нагороди NewNowNext. Також вона випустила спільний синґл разом з Адамом Бартою "You Seemed Shady to Me", що потрапив у топ-50 комедійних синґлів iTunes.
В 2018 році Boxx випускає "Oops I Think I Pooped", пародію на This is How We Do Кетті Пері. У зйомках відеокліпу взяли учасники змагань RuPaul's Drag Race's такі як: Alaska Thunderfuck, Жасмін Мастерс, Марія Паріс Баленсіага та Джай Родрігес з Queer Eye. 
В травні 2019 року Pandora Boxx з'явилася під час виступу Крістіни і Королеви, в фіналі одинадцятого сезону RuPaul's Drag Race.

## Робота поза Drag Race
Окрім виступів на Drag Race, Pandora Boxx написала, зняла, спродюсувала, та знялася в Mrs. Kasha Davis: The Life of an International Housewife Celebrity з дреґ виконавцем з Рочестеру Едвардом Попілом  у головній ролі. Boxx також написала п'єсу The Lipstick Massacre поставлену Девідом Хендерсоном, у головних ролях Каша Девіс та Пандора. Сюжет розповість про актрису Дафну Фон Хазенпфеффер, чия кар’єра згасає. Коли інші актриси, що знімаються в одній і тій ж ролі, починають зникати, здається, що Дафна може бути головною підозрюваною. Саму п'єсу Пандора описує як "Кримінальну, другорядну, комедію" The Lipstick Massacre було поставлено в Громадському культурному центрі Рочестера та театрі Гева.
Зазвичай її оголошують як Майкл Стек в ролях.

## Особисте життя
Стек обручився на Різдво 2010 року, повідомивши про це в Twitter.

## Дискографія

### Синґли
| Назва                                                    | Рік  | Продюсер     | Альбом             |
| -------------------------------------------------------- | ---- | ------------ | ------------------ |
| "Cooter!"                                                | 2011 |              | Не альбомні синґли |
| "I Wanna Have Some Fun" (при участі Tim Permanent)       | 2012 |              | Не альбомні синґли |
| "Nice Car! (Shame About Your Penis)" (при участі Shango) | 2012 |              | Не альбомні синґли |
| "You Seemed Shady to Me" (при участі Адам Барта)         | 2012 |              | Не альбомні синґли |
| "Different"                                              | 2014 | Electropoint | Не альбомні синґли |
| "Unicorn"                                                | 2015 | Electropoint | Не альбомні синґли |
| "Oops I Think I Pooped"                                  | 2018 |              | Не альбомні синґли |

## Фільмографія

### Фільми
| Рік  | Назва                                                              | У ролі               | Прим.                                        |
| ---- | ------------------------------------------------------------------ | -------------------- | -------------------------------------------- |
| 2008 | A Voice from the Lantern                                           | Чудовий Марвін       | Короткометражний фільм                       |
| 2008 | Mrs. Kasha Davis: The Life of an International Housewife Celebrity | Делорес Маттерхаттер | Короткометражний фільм; Режисер та сценарист |
| 2013 | X Confident                                                        | Іріс                 | Короткометражний фільм                       |

### Телебачення
| Рік        | Назва                                   | У ролі              | Прим.                                                            |
| ---------- | --------------------------------------- | ------------------- | ---------------------------------------------------------------- |
| 1997       | Рікі Лейк                               | Себе                | Get A Grip, Doll...You’re To Fat To Be A Drag Queen              |
| 2010       | RuPaul's Drag Race                      | Себе                | 5-е місце (Вибила в 9 епізоді)                                   |
| 2010, 2012 | RuPaul's Drag Race: Untucked            | Себе                |                                                                  |
| 2010–12    | RuPaul's Drag U                         | Себе                |                                                                  |
| 2010       | Jeffery & Cole Casserole                |                     | 2 сезон, Епізод 5: "The Teen Moms"                               |
| 2011       | One Night Stand Up                      | Себе                | Епізод 10: Dragtastic NYC                                        |
| 2012       | Де ти, Челсі?                           | Тіфані              | Епізод 8: "Dee Dee's Pillow"                                     |
| 2012       | RuPaul's Drag Race: All Stars (1 сезон) | Себе                | 11-е місце (Подвійне вибивання разом з Мімі Імфурст в 1 епізоді) |
| 2013       | She's Living for This                   | Себе                | 2 сезон, 1 епізод                                                |
| 2014       | People You Know                         | Адора Джарр         | Епізод: "Moving On"                                              |
| 2018       | Some Kind of Wonderful                  | Місіс Бетті / Денні | Пілотна серія                                                    |
| 2020       | Ейджей і Королева                       | Себе                | Запрошений гість                                                 |

### У відеокліпах
| Рік  | Пісня                                      | Режисер                   |
| ---- | ------------------------------------------ | ------------------------- |
| 2012 | "Queen" (Xelle)                            | JC Cassis                 |
| 2013 | "Ru Girl" (Alaska Thunderfuck)             | Карлі Усдін               |
| 2015 | "Not A Pearl" (Віллам Беллі)               | Кайн О'Кіфф               |
| 2017 | "Expensive" (Deluxe Edition) (Тодрік Холл) | Тодрік Холл & Метью Макар |